# Ферари Ф430
Ферари Ф430 (тип Ф131) је спортски аутомобил који је производио италијански произвођач аутомобила Ферари од 2004. до 2009. као наследник Ферарија 360 . Аутомобил је надоградња на Ферари 360 са значајним променама екстеријера и перформанси. Представљен је на Сајму аутомобила у Паризу 2004. године. Ф430 је наследио 458 који је направљен 28. јула 2009. 

## Преглед

### Дизајн
Дизајниран од стране Пининфарина, под вођством Френка Стефенсона, стајлинг каросерије модела Ф430 је ревидиран од свог претходника, Ферарија 360, како би се побољшала његова аеродинамична ефикасност. Иако је коефицијент отпора остао исти, потисна сила је знатно повећана. Упркос дељења исте основне Алкоа алуминијумске шасије, линије крова, врата и стакла, аутомобил је изгледао доста другачије од 360. Велики обим Фераријеве баштине укључен је у дизајн екстеријера. На задњем делу, Енцо је додао задња светла и поклопац отвора мотора. Име аутомобила је било угравирано на возачевом ретровизору возача Тестароса. Велики овални отвори у предњем бранику подсећају на Фераријеве тркачке моделе из 60-их година, посебно на 156 "Шаркноуз" Формуле 1 и 250 ТР61 Ле Мансових аутомобила од Фил Хил-а . 

### Мотор
Ф430 има 4.308 cc (4,3 L) В8 бензински мотор породице Ферари-Масерати Ф136. Ова нова електрана била је значајан одлазак за Ферари, јер су сви претходни Ферарији В8 били потомци Дино тркачког програма из 1950-их. Овај педесетогодишњи развојни циклус је завршен са потпуно новим 4,3 мотором који се користи у моделу Ф430, чија се архитектура очекује да замени Дино-изведени В12 у већини других Ферари аутомобила. Спецификације излаза мотора су: 490 PS (360 kW; 483 КС), при 8.500 о/мин и 465 N⋅m (343 lb⋅ft) обртног момента при 5.250 о/мин, од чега је 80% доступно испод 3.500 о/мин. Упркос повећању запремине од 20%, маса мотора је порасла за само 4 kg (8,8 lb) уз смањење пречника за лакше паковање. Клипњаче, клипови и радилица су били потпуно нови, док су глава цилиндра са 4 вентила, вентили и усисне трубе директно задржани из мотора Формуле 1, за идеалну запреминску ефикасност. Ф430 има максималну брзину већу од 196 mph (315 km/h) и може убрзати од 0 до 60 mph (97 km/h) за 3.6 секунди, 0.6 секунди брже од старог модела.

### Кочнице
Кочнице на Ф430 су развијене у блиској сарадњи са Брембоом и Бошом, што је резултирало новом легуром од ливеног гвожђа за дискове. Нова легура садржи молибден који има боље перформансе дисипације топлоте. Ф430 је такође доступан са опционим Силикон Карбидом ојачаним угљеним влакнима (C/SiC) керамичким композитним пакетом кочница. Ферари тврди да карбонске керамичке кочнице неће нестати чак ни након 300-360 кругова на њиховој тест стази. 

### Карактеристике
Ф430 је имао Е-Диф , компјутерски контролисани активни диференцијал са ограниченим проклизавањем који може да мења расподелу обртног момента на основу улаза као што су угао управљања и бочно убрзање.
Друге значајне карактеристике укључују прву примену Фераријевог мењача уграђеног на волану манетино. Возачи могу да бирају између пет различитих подешавања која модификују ЕСЦ систем возила, електронску суспензију „Скајхук”, понашање преноса, брзину гаса и Е-Диф. Карактеристика је слична Ленд Ровер-овом "Терејн Риспонс" систему. 
Ферари Ф430 је био доступан са ексклузивним гумама Гудјир Игл Ф1 ГСД3 ЕМТ, које имају дезен газећег слоја у облику слова „в”, могућност рада на равној површини и ВанТРЕД технологију. 
У Сједињеним Државама, компанија је затражила изузеће од захтева за дизајн зрачних јастука, који је на крају одобрен, што је омогућило да се аутомобил и даље продаје у САД. 

### Цена
МСРП за Ферари Ф430 био је од 186.925 до 217.318 долара у Сједињеним Државама, 119.500 фунти у Уједињеном Краљевству, отприлике 175.000 евра у Европској унији, и 379.000 долара за основни модел до 450.000 долара за Спајдер у Аустралији и Новом Зеланду. 

## Варијанте

### Ф430 Спајдер
Ф430 Спајдер је конвертибилна верзија заснована на купеу. Представљен је на сајму аутомобила у Женеви 2005. године, што је 21. пут за Фераријев кабриолет. Аутомобил је дизајнирао Пининфарина са програмима за аеродинамичну симулацију који се користе за аутомобиле Формуле 1. Конверзија од затвореног врха до кабриолета на отвореном је двостепена склопна акција, кровни панел се аутоматски склапа у простору изнад одељка мотора. Унутрашњост и перформансе Спајдера су идентичне са купеом са повећањем масе и смањењем максималне брзине за 5 km/h (3 mph). 

### Ф430 Челинџ
Ф430 Челинџ је верзија Ф430, дизајнирана за Ферари Челинџ. Мотор је остао нетакнут, али је маса возила смањена, што је повећало максималну брзину на 325 km/h (202 mph). Модел је представљен у ауто салону у Лос Анђелесу јануара 2005. године. 

### 430 Скудерија
Служећи као наследник Ферари 360 Челинџ Страдејла, 430 Скудерија (термин скудерија значи "стабилно", али је такође коришћен у контексту мото тркачких тимова, укључујући и Ферари ) је откривен од стране Мајкла Шумахера на Ауто Шоу у Франкфурту 2007. Намењен да се такмичи са аутомобилима као што су Порше РС-модели и Ламборгини Гаљардо Суперлегера (термин суперлегера значи супер лагана), лакши је (за 100 kg (220 lb)) и моћнији (510 PS (375 kW; 503 КС) при 8.500 о/мин и 471 N⋅m (347 lb⋅ft) обртног момента при 5.250 о / мин) него стандардни Ф430. Повећана снага долази из ревидираног усисног, испушног и јонског система за детекцију удараца који омогућава већи степен компресије у мотору. Тако је однос маса-снага смањен са 2,96 kg/hp на 2,5 kg/hp. Осим мера за уштеду масе, полуаутоматски преносник Скудерија је добио побољшани "Суперфаст", познат као "Суперфаст2", софтвер за 60-милисекундно брже помаke. Нови систем контроле вуче комбиновао је вучу Ф1-Траk од 599 ГТБ и контролу стабилности са електронским диференцијалом Е-Диф. Ферари 430 Скудерија убрзава од 0-100 km/h (62 mph) за 3,6 секунди,  са максималном брзином од 198 mph (319 km/h).
Иако модел 430 Скудерија није био доступан са ручним мењачем, компанија која се бавила тјунингом у Тексасу опремила је 430 Скудерија са ручним мењачем из Ферарија, што га чини јединим примерком у свету који има ручни мењач.  

### Скудерија Спајдер 16М
Како би обележио Фераријеву 16. победу на Светском првенству у конструкцији Формуле 1 2008. године, Ферари је представио Скудерија Спајдер 16М на Светском финалу у Мугелу. То је конвертибилна верзија модела 430 Скудерија. 
Мотор производи 510 PS (375 kW; 503 КС) при 8.500 о/мин и 471 N⋅m (347 lb⋅ft) обртног момента при 5.250 о/мин. Аутомобил има масу од 1.340 kg (2.954 lb) (80 kg (176 lb) лакши од Ф430 Спајдер) и масе празног возила од 1.440 kg (3.175 lb). Шасија је била укочена да би се носила са додатним перформансама које су биле доступне, а аутомобил је имао многе делове од угљеничних влакана као стандард. Посебно осветљени предњи и задњи браници (у поређењу са моделом 430 Сцудериа) били су још један знак напора који је Ферари уложио у овај кабриолет за вожњу по путу. Јединствени 5-зубно ковани точкови су произведени за лансирање 16М-а и помогли су да се знатно смањењи неоптерећена маса са већим предњим кочницама и чељустима које су додате за додатну снагу заустављања (такође објављено на 430 Скудерија). Он убрзава од 0—100 km/h (0—62 mph) до 0—100 km/h (0—62 mph) за 3.7 секунди, уз максималну брзину од 315 km/h (196 mph).
499 аутомобила произведено је почетком 2009. године и сви су били продани за одабир клијената. 

## Специјана Издања

### Ф430 Спајдер Био Фјул
Верзија Ф430 Спајдер која ради на етанолу, названа Ф430 Спидер Био Фјул, била је изложена на Ауто Шоу у Детроиту 2008. Имао је исти 4,3 литарски В8 мотор као стандардни аутомобил, који је производио 500 КС (373 kW), са повећањем обртног момента од 4%, са 5% мање емисије угљен-диоксида него стандардни Ф430 Спајдер.

### СП1
Ферари СП1 који је базиран на Ф430 (Специјални пројекат број 1), био је први једнократни специјални производ Ферари Портфолио програма. Тело је дизајнирао бивши дизајнер Пининфарина Леонардо Фиораванти, по налогу Јуникира Хирамацуа, јапанског бизнисмена који је био бивши председник Јапанског клуба Ферари и страствени колекционар; дивио се Фиоравантијевом прототипу Ф100 из 1998. године.

## Трке
Изграђен од 2006. од стране Ферари Корс Клијенти одељења у сарадњи са Мићелото Аутомобилијем, Ф430 ГТЦ је тркачки аутомобил дизајниран да се такмичи у међународном такмичењу у класи ГТ2, као што су америчка Ле Манс серија, Ле Манс серија и ФИА ГТ првенство. Ф430 ГТЦ-ови такође се такмиче на 24 сата Ле Манса. ГТЦ је била најбржа и најразвијенија тркачка верзија модела Ф430. 
У ФИА ГТ2 шампионату, да би се перформансе аутомобила учиниле уједначенијима, аутомобили су присиљени да трче са одређеном минималном масом и са ограничивачем мотора који зависи од запремине мотора. Стога је Ферари уништио 4,3 В8 мотор до 4,0 l да би се такмичили у 3,8–4,0 l класи у ГТ2 класи, која је дозвољена за трку са минималном масом од 1.100 kg (2.425 lb). У овој конфигурацији трке, мотор производи нешто мање снаге и користи 4,0 l мотор, минимална маса Ф430 би се повећала за 50 kg (110 lb) али то се компензира смањеном масом аутомобила, што даје бољи однос снаге и масе. 
Ф430 ГТЦ-ови су освојили своје класно првенство у АЛМС и ФИА ГТ, као и победу у класи 2007, 2009. и 2010. 12 сати Себринга, 2008. и 2009. 24 сата Ле Манса и 2008. и 2009. Петит Ле Манс. 
Првобитно заснован на Ф430 Челинџ, Ф430 ГТ3 је специјализовани тркачки аутомобил који је 2006. године развио ЈМБ Рејсинг за ФИА ГТ3 Европско првенство и друга национална ГТ првенства као што су Бритиш ГТ и ФФСА ГТ . Механички је сличан Ф430 Челинџу, али има боље развијену аеродинамику и већу снагу. 
Аутомобил користи исти 4.3 l В8 мотор, подешен за производњу 550 КС (410 kW; 558 PS), чинећи ГТ3 моћнијим од свог ГТ2 партнера. Међутим, због ГТ3 прописа који кажу да аутомобил мора имати однос снаге и масе од око 2,6 kg/КС, аутомобил тежи 1.219 kg (2.687 lb) у утрци (без возача и горива), што је отприлике 119 kg (262 lb) више од ГТ2 специјаног аутомобила. Упркос већој снази, знатно је спорија од ГТ2 верзије; на пример, у трци за издржавање Спа Спа-а за 2007. годину, у коју су ушла оба модела, најбоље време за квалификацију возила ГТ3 је било око 8 секунди спорије по кругу од оног који је одредио ГТ2. 
Развијен од стране Кессел Рацинг-а за сезону 2009 , 430 ГТ3 Сцудериа је насљедник претходног Ф430 ГТ3. 

## Повлачење
У фебруару 2009. године, Ферари је повукао око 2.000 Ф430 Спајдера 2005–2007. из САД-а, због ризика да би топлота из мотора могла да изазове ломљење хидрауличних црева на врху и пропуштање запаљиве течности на В8 мотор, што доводи до пожара.